# Велкам (Луизијана)
Велкам (енгл. Welcome) насељено је место без административног статуса у америчкој савезној држави Луизијана.

## Демографија
По попису из 2010. године број становника је 800.
| Група             | 2000.    | 2010.       |
| Белци             | 0 (0,0%) | 32 (4,0%)   |
| Афроамериканци    | 0 (0,0%) | 755 (94,4%) |
| Азијати           | 0 (0,0%) | 0 (0,0%)    |
| Хиспаноамериканци | 0 (0,0%) | 0 (0,0%)    |
| Укупно            | 0        | 800         |